# Sarchí
Pour les articles homonymes, voir Sarchi.
Sarchí est un village et un centre d'artisanat du Costa Rica.

## Géographie
La ville se trouve sur les pentes de la Cordillère centrale, à la limite orientale de la vallée centrale, à une altitude de 1 000 mètres.
Elle est située à environ treize kilomètres au nord-ouest de Grecia et à 53 kilomètres de la capitale San José.

## Histoire
Sarchí est devenue la capitale du canton de Valverde Vega en 1963. Sarchí Nord et Sarchí Sud sont le centre artisanal le plus célèbre du Costa Rica. La ville compte plus de 200 magasins et petites usines qui fonctionnent comme des entreprises familiales pour travailler le bois. Ils produisent des bols en bois, de la vaisselle, des meubles, des fauteuils à bascule en bois et en cuir et une grande variété d'objets d'artisanat en souvenir. Les produits les plus populaires sont les charrettes à bœufs, richement peintes, qui transportaient traditionnellement le café de la vallée centrale au port de la côte pacifique. C’est à Sarchi que la fabrication de meubles en série a débuté au Costa Rica vers 1890.

## Démographie
Le village (district de Sarchí Norte) comptait 3 002 habitants au recensement de 2000.

## Galerie de photos

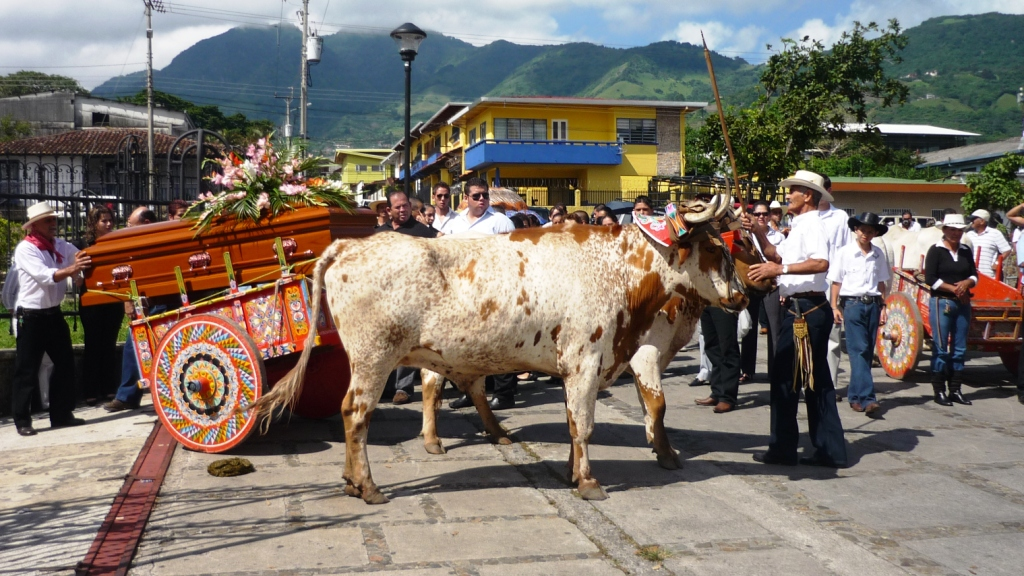
La traditionnelle charrette à bœufs pour le transport du café
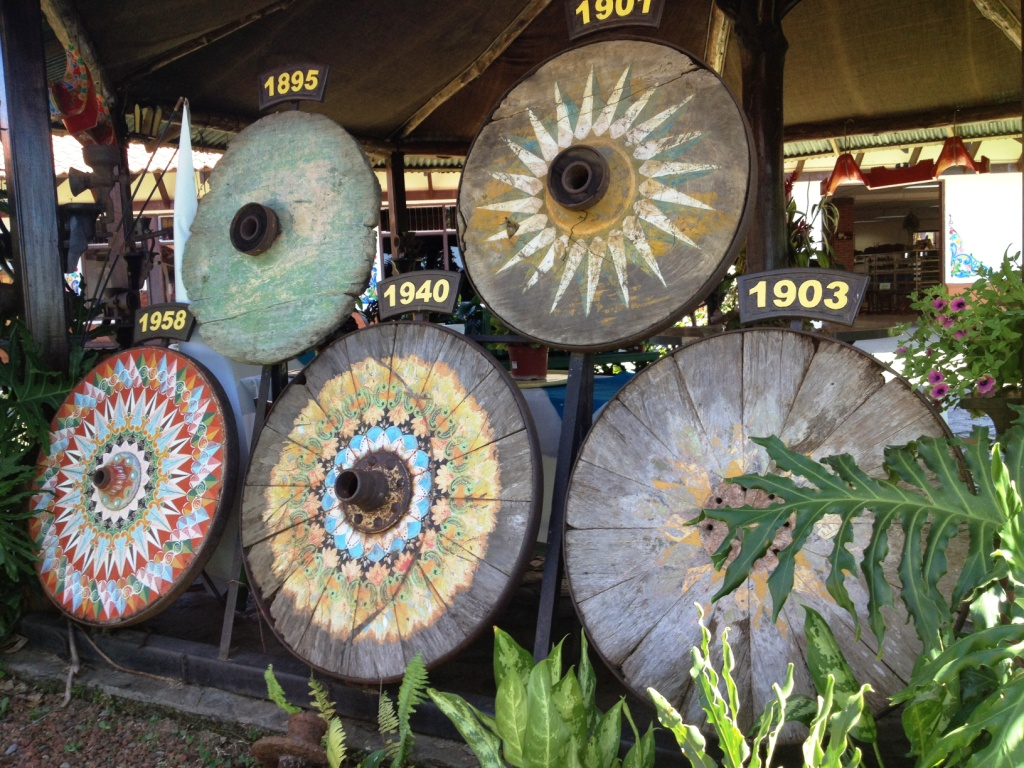
Roues des charrettes traditionnelles
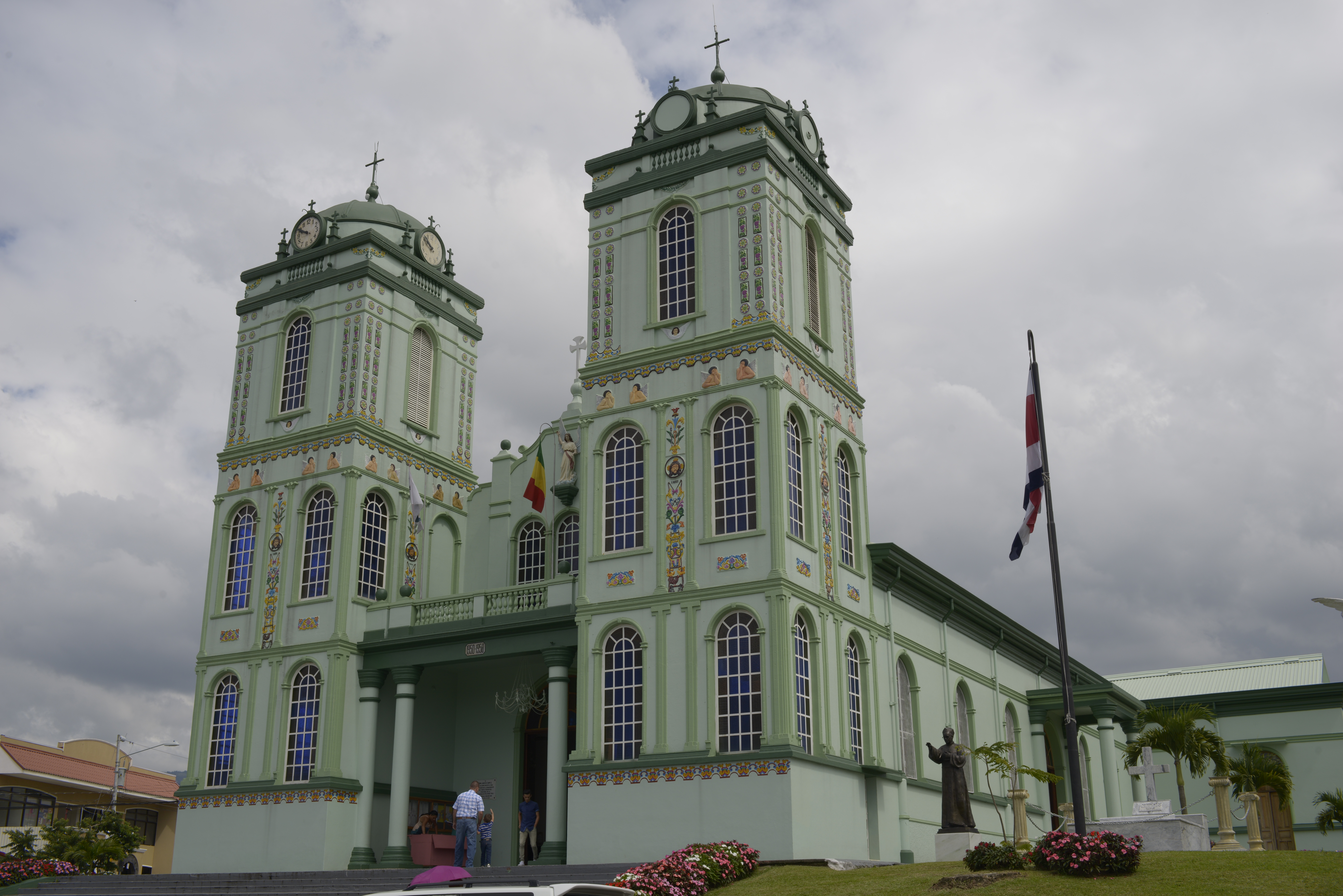
L'église de Sarchí
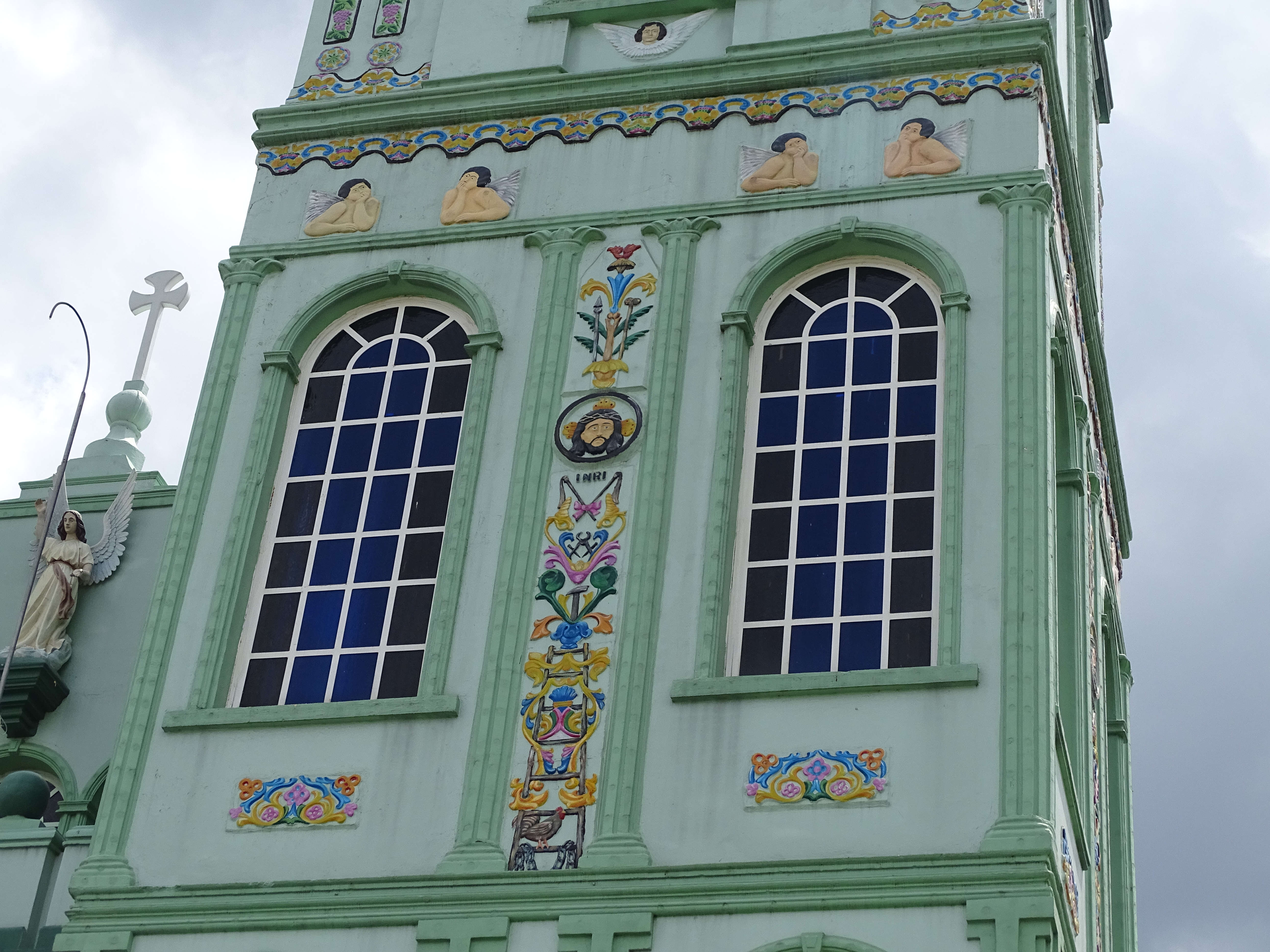
Église de Sarchí: détail extérieur